# Antoniadi (krater księżycowy)
Antoniadi – krater uderzeniowy położony na niewidocznej z Ziemi stronie Księżyca, w jej południowej części.
Antoniadi częściowo nachodzi na sąsiedni krater Minnaert, przerywając jego zewnętrzny pierścień. Bezpośrednio do wschodniej części pierścienia krateru Antionadi przylega inny duży krater Numerov. Na południu znajduje się mały krater Brashear.
Zewnętrzny brzeg Antoniadi jest kolisty, z nieregularnym brzegiem tworzącym zatoki wcinające się w ląd. Jest tylko lekko zniszczony w procesie erozji i zachowuje ukształtowane tarasowo wewnętrzne ściany. W południowo-wschodniej części pierścienia znajduje się tylko jeden mały krater.
Antoniadi jest jednym z niewielu kraterów na Księżycu, który posiada zarówno drugi wewnętrzny pierścień jak i centralny szczyt. Ten wewnętrzny pierścień ma średnicę o połowę mniejszą od zewnętrznego, a jedynie nierówne odcinki pierścienia na północy i południu wciąż pozostają widoczne, także zachodnia część prawie nie istnieje i jedynie na wschodzie pozostało kilka drobnych wzgórz.
Powierzchnia w wewnętrznym pierścieniu jest wyjątkowo płaska i gładka, posiada tylko główny szczyt. Powierzchnia poza wewnętrznym pierścieniem ma bardziej chropowatą teksturę.